# Giro di Polonia 2015
Il Giro di Polonia 2015, settantaduesima edizione della corsa, valido come ventesima prova del UCI World Tour 2015, si svolse in sette tappe dal 2 all'8 agosto 2015 per un percorso totale di 1 076 km. La corsa partì da Varsavia e si concluse a Cracovia con la vittoria dello spagnolo Ion Izagirre in 26h04'38", davanti ai belgi Bart De Clercq e Ben Hermans, rispettivamente arrivati secondo a 2 secondi dal primo e terzo a 3 secondi dal primo.

## Tappe
| Tappa  | Data     | Percorso                                  | km    | Vincitore di tappa | Leader cl. generale |
| ------ | -------- | ----------------------------------------- | ----- | ------------------ | ------------------- |
| 1ª     | 2 agosto | Varsavia > Varsavia                       | 122   | Marcel Kittel      | Marcel Kittel       |
| 2ª     | 3 agosto | Częstochowa > Dąbrowa Górnicza            | 146   | Matteo Pelucchi    | Marcel Kittel       |
| 3ª     | 4 agosto | Zawiercie > Katowice                      | 166   | Matteo Pelucchi    | Marcel Kittel       |
| 4ª     | 5 agosto | Jaworzno > Nowy Sącz                      | 220   | Maciej Bodnar      | Kamil Zieliński     |
| 5ª     | 6 agosto | Nowy Sącz > Zakopane                      | 223   | Bart De Clercq     | Bart De Clercq      |
| 6ª     | 7 agosto | Bukowina Tatrzańska > Bukowina Tatrzańska | 174   | Sergio Henao       | Sergio Henao        |
| 7ª     | 8 agosto | Cracovia > Cracovia (cron. individuale)   | 25    | Marcin Białobłocki | Ion Izagirre        |
| Totale | Totale   | Totale                                    | 1 076 |                    |                     |

## Squadre partecipanti
Prendono parte alla corsa diciannove formazioni: le diciassette squadre partecipanti al World Tour 2015 e due squadre invitate: la CCC Sprandi Polkowice e la Nazionale di ciclismo su strada della Polonia.
| N.    | Cod. | Squadra             |
| ----- | ---- | ------------------- |
| 1-8   | TCS  | Tinkoff-Saxo        |
| 11-18 | EQS  | Etixx-Quick Step    |
| 21-28 | AST  | Astana Pro Team     |
| 31-38 | SKY  | Team Sky            |
| 41-48 | LAM  | Lampre-Merida       |
| 51-58 | BMC  | BMC Racing Team     |
| 61-68 | MOV  | Movistar Team       |
| 71-78 | OGE  | Orica-GreenEDGE     |
| 81-88 | TGA  | Team Giant-Alpecin  |
| 91-98 | TFR  | Trek Factory Racing |

| N.      | Cod. | Squadra                |
| ------- | ---- | ---------------------- |
| 101-108 | KAT  | Team Katusha           |
| 111-118 | TLJ  | Team Lotto NL-Jumbo    |
| 121-128 | LTS  | Lotto-Soudal           |
| 131-138 | CAN  | Team Cannondale-Garmin |
| 141-148 | ALM  | AG2R La Mondiale       |
| 151-158 | IAM  | IAM Cycling            |
| 161-168 | FDJ  | FDJ                    |
| 171-178 | CCC  | CCC Sprandi Polkowice  |
| 181-188 | POL  | Polonia                |

## Dettagli delle tappe

### 1ª tappa
- 2 agosto: Varsavia > Varsavia – 122 km

Risultati
| Pos. | Corridore         | Squadra       | Tempo    |
| ---- | ----------------- | ------------- | -------- |
| 1    | Marcel Kittel     | Giant-Alpecin | 2h43'13" |
| 2    | Caleb Ewan        | Orica-Green.  | s.t.     |
| 3    | Niccolò Bonifazio | Lampre        | s.t.     |

| Pos. | Corridore         | Squadra       | Tempo    |
| ---- | ----------------- | ------------- | -------- |
| 1    | Marcel Kittel     | Giant-Alpecin | 2h43'03" |
| 2    | Caleb Ewan        | Orica-Green.  | a 4"     |
| 3    | Niccolò Bonifazio | Lampre        | a 6"     |

### 2ª tappa
- 3 agosto: Częstochowa > Dąbrowa Górnicza – 146 km

Risultati
| Pos. | Corridore       | Squadra       | Tempo    |
| ---- | --------------- | ------------- | -------- |
| 1    | Matteo Pelucchi | IAM Cycling   | 3h20'12" |
| 2    | Marcel Kittel   | Giant-Alpecin | s.t.     |
| 3    | Giacomo Nizzolo | Trek Factory  | s.t.     |

| Pos. | Corridore         | Squadra       | Tempo    |
| ---- | ----------------- | ------------- | -------- |
| 1    | Marcel Kittel     | Giant-Alpecin | 6h03'09" |
| 2    | Caleb Ewan        | Orica-Green.  | a 10"    |
| 3    | Niccolò Bonifazio | Lampre        | a 12"    |

### 3ª tappa
- 4 agosto: Zawiercie > Katowice – 166 km

Risultati
| Pos. | Corridore        | Squadra      | Tempo    |
| ---- | ---------------- | ------------ | -------- |
| 1    | Matteo Pelucchi  | IAM Cycling  | 3h39'27" |
| 2    | Giacomo Nizzolo  | Trek Factory | s.t.     |
| 3    | Tom Van Asbroeck | Lotto NL-J.  | s.t.     |

| Pos. | Corridore       | Squadra       | Tempo    |
| ---- | --------------- | ------------- | -------- |
| 1    | Marcel Kittel   | Giant-Alpecin | 9h51'50" |
| 2    | Giacomo Nizzolo | Trek Factory  | a 6"     |
| 3    | Caleb Ewan      | Orica-Green.  | a 10"    |

### 4ª tappa
- 5 agosto: Jaworzno > Nowy Sącz – 220 km

Risultati
| Pos. | Corridore       | Squadra      | Tempo    |
| ---- | --------------- | ------------ | -------- |
| 1    | Maciej Bodnar   | Tinkoff-Saxo | 5h14'29" |
| 2    | Kamil Zieliński | Polonia      | s.t.     |
| 3    | Gatis Smukulis  | Katusha      | s.t.     |

| Pos. | Corridore       | Squadra      | Tempo    |
| ---- | --------------- | ------------ | -------- |
| 1    | Kamil Zieliński | Polonia      | 15h6'27" |
| 2    | Maciej Bodnar   | Tinkoff-Saxo | a 3"     |
| 3    | Caleb Ewan      | Orica-Green. | a 22"    |

### 5ª tappa
- 6 agosto: Nowy Sącz > Zakopane – 223 km

Risultati
| Pos. | Corridore      | Squadra      | Tempo     |
| ---- | -------------- | ------------ | --------- |
| 1    | Bart De Clercq | Lotto-Soudal | 05h48'49" |
| 2    | Diego Ulissi   | Lampre       | a 3"      |
| 3    | S. Reichenbach | IAM Cycling  | s.t.      |

| Pos. | Corridore      | Squadra      | Tempo     |
| ---- | -------------- | ------------ | --------- |
| 1    | Bart De Clercq | Lotto-Soudal | 20h55'42" |
| 2    | Diego Ulissi   | Lampre       | a 4"      |
| 3    | Davide Formolo | Cannondale   | a 6"      |

### 6ª tappa
- 7 agosto: Bukowina Terma Hotel Spa > Bukowina Tatrzańska – 174 km

Risultati
| Pos. | Corridore       | Squadra       | Tempo    |
| ---- | --------------- | ------------- | -------- |
| 1    | Sergio Henao    | Team Sky      | 4h38'27" |
| 2    | Diego Ulissi    | Lampre        | a 8"     |
| 3    | Lawson Craddock | Giant-Alpecin | s.t.     |

| Pos. | Corridore      | Squadra      | Tempo     |
| ---- | -------------- | ------------ | --------- |
| 1    | Sergio Henao   | Team Sky     | 25h34'15" |
| 2    | Diego Ulissi   | Lampre       | s.t.      |
| 3    | Bart De Clercq | Lotto-Soudal | a 10"     |

### 7ª tappa
- 8 agosto: Cracovia > Cracovia – Cronometro individuale – 25 km

Risultati
| Pos. | Corridore          | Squadra     | Tempo  |
| ---- | ------------------ | ----------- | ------ |
| 1    | Marcin Białobłocki | Polonia     | 28'45" |
| 2    | Vasil' Kiryenka    | Team Sky    | a 2"   |
| 3    | Rick Flens         | Lotto NL-J. | a 59"  |

| Pos. | Corridore      | Squadra      | Tempo     |
| ---- | -------------- | ------------ | --------- |
| 1    | Ion Izagirre   | Movistar     | 26h04'38" |
| 2    | Bart De Clercq | Lotto-Soudal | a 2"      |
| 3    | Ben Hermans    | BMC Racing   | a 3"      |

## Evoluzione delle classifiche
| Tappa              | Vincitore          | Classifica generale | Classifica a punti | Classifica scalatori | Classifica sprint  | Classifica a squadre |
| ------------------ | ------------------ | ------------------- | ------------------ | -------------------- | ------------------ | -------------------- |
| 1ª                 | Marcel Kittel      | Marcel Kittel       | Marcel Kittel      | Adrian Kurek         | Matej Mohorič      | Team Lotto NL-Jumbo  |
| 2ª                 | Matteo Pelucchi    | Marcel Kittel       | Marcel Kittel      | Adrian Kurek         | Kamil Gradek       | Team Lotto NL-Jumbo  |
| 3ª                 | Matteo Pelucchi    | Marcel Kittel       | Marcel Kittel      | Adrian Kurek         | Marcin Białobłocki | Team Lotto NL-Jumbo  |
| 4ª                 | Maciej Bodnar      | Kamil Zieliński     | Marcel Kittel      | Kamil Zieliński      | Kamil Gradek       | Tinkoff-Saxo         |
| 5ª                 | Bart De Clercq     | Bart De Clercq      | Marcel Kittel      | Grega Bole           | Kamil Gradek       | BMC Racing Team      |
| 6ª                 | Sergio Henao       | Sergio Henao        | Marcel Kittel      | Maciej Paterski      | Kamil Gradek       | Lotto-Soudal         |
| 7ª                 | Marcin Białobłocki | Ion Izagirre        | Marcel Kittel      | Maciej Paterski      | Kamil Gradek       | Lotto-Soudal         |
| Classifiche finali | Classifiche finali | Ion Izagirre        | Marcel Kittel      | Maciej Paterski      | Kamil Gradek       | Lotto-Soudal         |

## Classifiche finali

### Classifica generale
| Pos. | Corridore         | Squadra      | Tempo     |
| ---- | ----------------- | ------------ | --------- |
| 1    | Ion Izagirre      | Movistar     | 26h04'38" |
| 2    | Bart De Clercq    | Lotto-Soudal | a 2"      |
| 3    | Ben Hermans       | BMC Racing   | a 3"      |
| 4    | Il'nur Zakarin    | Katusha      | a 14"     |
| 5    | Fabio Aru         | Astana       | a 15"     |
| 6    | Diego Ulissi      | Lampre       | a 19"     |
| 7    | Christophe Riblon | AG2R La M.   | a 40"     |
| 8    | Sergio Henao      | Team Sky     | a 54"     |
| 9    | Davide Formolo    | Cannondale   | a 1'23"   |
| 10   | Mikel Nieve       | Team Sky     | a 1'32"   |

### Classifica a punti
| Pos. | Corridore        | Squadra      | Tempo |
| ---- | ---------------- | ------------ | ----- |
| 1    | Marcel Kittel    | Giant        | 53    |
| 2    | Ion Izagirre     | Movistar     | 50    |
| 3    | Ben Hermans      | BMC Racing   | 46    |
| 4    | Sébastien Turgot | AG2R La M.   | 44    |
| 5    | Caleb Ewan       | Orica-Green. | 41    |

### Classifica scalatori
| Pos. | Corridore       | Squadra        | Punti |
| ---- | --------------- | -------------- | ----- |
| 1    | Maciej Paterski | CCC Sprandi    | 44    |
| 2    | Grega Bole      | CCC Sprandi    | 40    |
| 3    | Edward Beltrán  | Tinkoff-Saxo   | 38    |
| 4    | Michał Gołaś    | Etixx-Quick S. | 26    |
| 5    | Kamil Zieliński | Polonia        | 25    |

### Classifica sprint
| Pos. | Corridore          | Squadra    | Punti |
| ---- | ------------------ | ---------- | ----- |
| 1    | Kamil Gradek       | Cannondale | 8     |
| 2    | Marcin Białobłocki | Polonia    | 8     |
| 3    | Matej Mohorič      | Cannondale | 4     |
| 4    | Diego Ulissi       | Lampre     | 3     |
| 5    | Davide Formolo     | Cannondale | 3     |

### Classifica a squadre
| Pos. | Squadra         | Tempo     |
| ---- | --------------- | --------- |
| 1    | Lotto-Soudal    | 78h21'52" |
| 2    | BMC Racing Team | a 3'34"   |
| 3    | Team Sky        | a 8'26"   |
| 4    | Astana Pro Team | a 13'07"  |
| 5    | Tinkoff-Saxo    | a 22'23"  |